# Los doce trabajos de Heracles

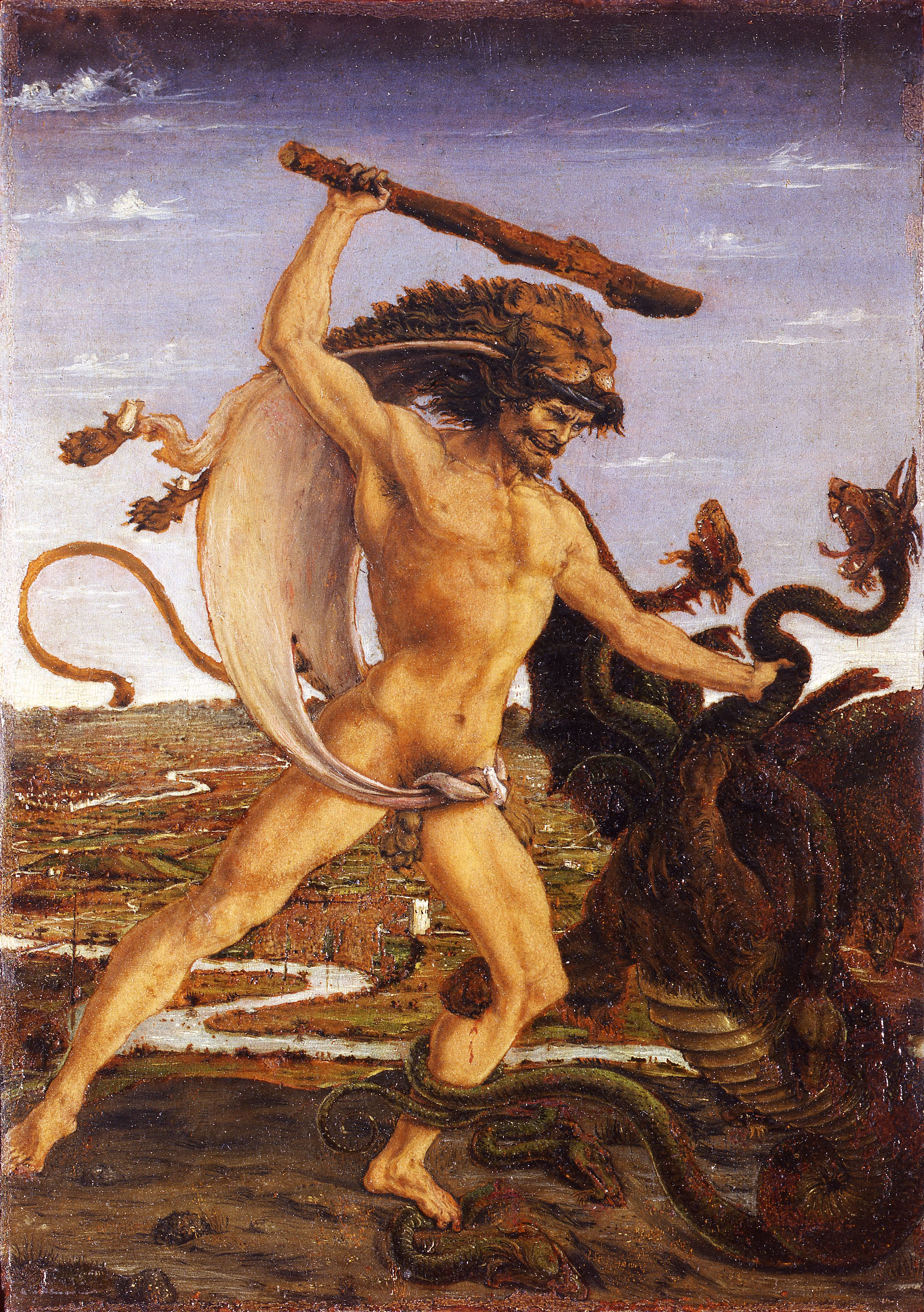
Antonio Pollaiuolo: Hércules y la Hidra, sobre 1475. Galleria degli Uffizi, Florencia.

Los doce trabajos de Heracles (en griego Οἱ δώδεκα ἄθλοι) (también, Hércules) son una serie de doce episodios legendarios, fueron las hazañas que el semidiós tuvo que realizar por culpa de Hera (la esposa de Zeus). Las luchas del héroe contra animales y seres fantásticos de gran influencia oriental, le sitúan antes del nacimiento de la literatura griega. «Es una cuestión abierta si los antiguos griegos tuvieron alguna oportunidad de ver un león vivo, pero la migración de la imagen del león y de las escenas de lucha con éste, están bien documentadas arqueológicamente» (Burkert 1985, p. 209), relacionando la historia de la serpiente con siete cabezas de la mitología de Ugarit mencionada en el Antiguo Testamento, en el libro de Isaías 27:1 y en el Nuevo Testamento, en el libro de Apocalipsis 13:1 (también denominado Revelación). El establecimiento de un ciclo fijo de doce trabajos era atribuido por los griegos a un poema épico (hoy perdido) escrito por Pisandro de Cámiros, quizás sobre el 600 a. C. (Burkert).
Tal como se conservan, los trabajos de Heracles no se narran en ningún lugar único, sino que deben ser recompuestos a partir de muchas fuentes. Ruck y Staples (pp. 169-170) aseguran que no hay una forma única de interpretar los trabajos, pero que seis estaban situados en el Peloponeso, culminando con la rededicación de Olimpia y los otros seis, parte de la misma secuencia, llevaron al héroe mucho más lejos. En cada caso, el patrón era el mismo: Heracles era enviado a matar o conquistar, o a buscar para el representante de Hera, Euristeo, un animal o planta mágicos. «Todos los lugares seleccionados eran baluartes de la diosa Hera y entradas al otro mundo» (Burkert, p. 169).
Una continuación de esta tradición de los trabajos fue la contribución helenística realizada con los protagonistas de los signos astrológicos del Zodiaco. 

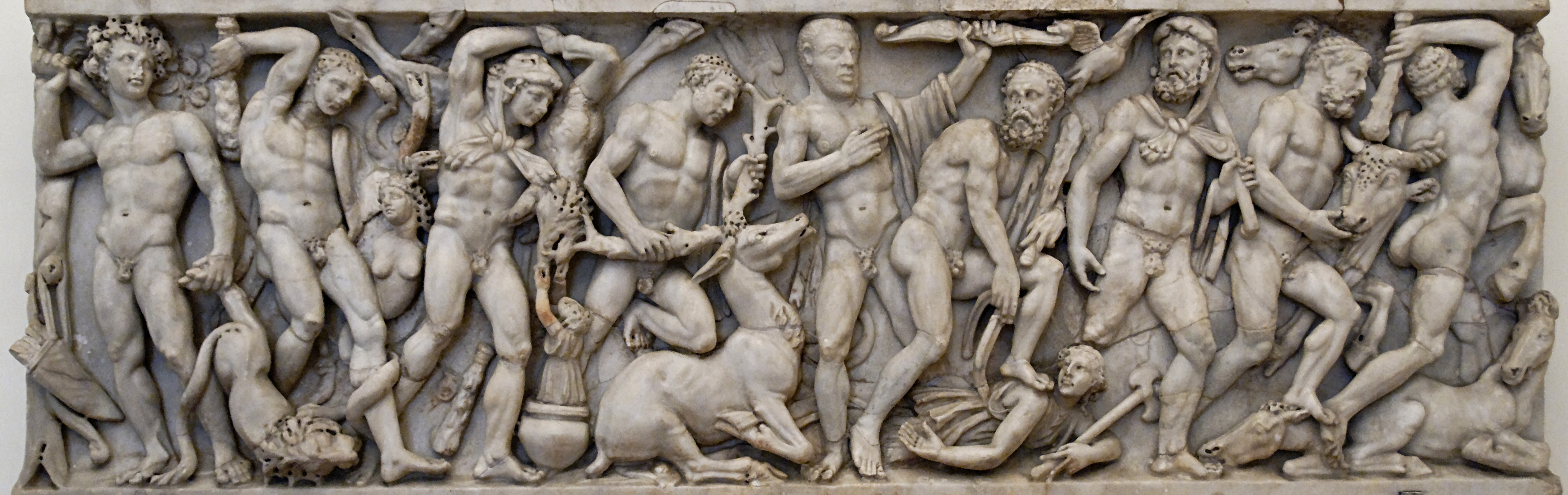
Relieve de un sarcófago con varios trabajos: el león de Nemea, la hidra de Lerna, el jabalí del Erimanto, la cierva de Cerinia, las aves del Estínfalo, El gran Cinturón de Hipólita, los Establos de Augías, el toro de Creta y las yeguas de Diomedes.

## El relato

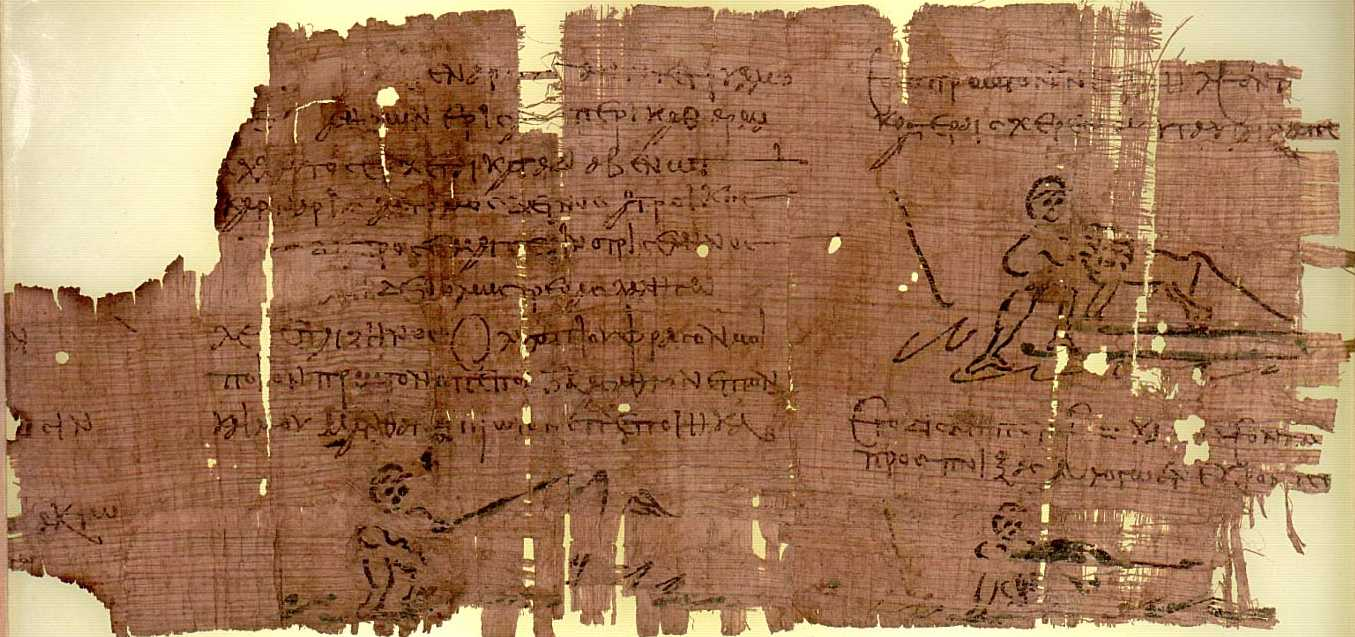
El Papiro de Heracles, poema del siglo 3 que narra las aventuras de Heracles

Zeus, tras dejar embarazada a Alcmena, madre de Heracles, proclamó que el siguiente hijo que naciera en el seno de la casa de Perseo se convertiría en rey de Micenas. Al oír esto, la celosa Hera, esposa de Zeus, maniobró para que su odiado Heracles, que a través de Alcmena era bisnieto de Perseo, naciera con tres meses de retraso; y al mismo tiempo logró que Euristeo, primo de Alcmena y nieto paterno de Perseo, se adelantase dos meses en el parto y naciera sietemesino. Cuando Zeus advirtió lo que había sucedido, montó en cólera; pero, no obstante, mantuvo en pie su imprudente proclama, y así Euristeo fue investido rey de Micenas.
Muchos años más tarde, Hera provocó en el ya adulto Heracles un ataque de locura, que le incitó a matar con sus propias manos a su mujer, a sus hijos, y a dos de sus sobrinos. Cuando recuperó la cordura y advirtió lo que había hecho, se aisló del mundo y se fue a vivir solo a las tierras salvajes. Allí fue hallado por su hermanastro Ificles, que lo convenció de que visitase el oráculo de Delfos. En penitencia por esta execrable acción, la sibila délfica le pidió que llevara a cabo una serie de trabajos que debía imponerle Euristeo, el mismo hombre que había usurpado su legítimo derecho a la corona micénica, y a quien más odiaba.

## Los doce trabajos de Heracles o Hércules
El orden tradicional de los trabajos es:
- 1. Matar al león de Nemea.
- 2. Matar a la hidra de Lerna.
- 3. Capturar a la cierva de Cerinea Kerynîtis
- 4. Capturar vivo al jabalí de Erimanto.
- 5. Limpiar los establos de Augías.
- 6. Expulsar a las aves del Estínfalo.
- 7. Domar al toro de Creta.
- 8. Robar las yeguas de Diomedes.
- 9. Robar el cinturón de Hipólita.
- 10. Robar el ganado de Gerión.
- 11. Robar las manzanas doradas del jardín de las Hespérides.
- 12. Raptar al perro de Hades Cerbero.

## Muerte de Heracles
Tras concluir sus doce trabajos, Heracles se dirigió a Ecalia. Allí reinaba Éurito, quien le había enseñado a usar el arco y las flechas en su juventud. Éurito estaba convencido de que nadie le superaría ni a él ni a sus hijos y propuso entregar a su hija Yole en matrimonio a quien lo venciera en una competición de tiro con arco. Heracles llegó dispuesto a aceptar el desafío imponiéndose fácilmente sobre Éurito y sus hijos. Sin embargo, el rey se negó a otorgar la mano de su hija, pues Éurito sabía lo que hizo a su antigua esposa e hijos y desconfiaba de él. Heracles sufrió un ataque de ira, blandió su espada e impuso una gran batalla contra el rey. Dos de sus hijos pelearon con su padre, pero el más pequeño, Ífito peleó junto a Heracles, ya que él sabía que su causa era justa. Sin embargo en el fragor del combate, Heracles no distinguió entre enemigos y amigos, e Ífito fue lanzado violentamente por Heracles desde la torre en la que luchaban, muriendo. 
Tras asesinar involuntariamente al inocente Ífito, nuevamente regresó arrepentido al Oráculo de Delfos para purificarse. El dictamen decidió que debería de servir a la reina Ónfale de Lidia, durante 3 años. La reina Ónfale, cuando estaba a solas con Heracles, lo humillaba, haciéndole vestirse con un largo manto de mujer y le hacía hilar el lino a los pies de su cama. 
Al recobrar su libertad y tras muchas aventuras, llegó a Calidón, en Etolia, donde le dijo a Deyanira que su hermano Meleagro la echaba de menos. Deyanira era tan hermosa que Heracles se enamoró de ella y la desposó. Durante un viaje, la pareja tuvo que cruzar el río Eveno. El centauro Neso se ofreció transportar a Deyanira sobre su grupa mientras Heracles atravesaba la corriente a nado. Neso se había enamorado de Deyanira, y cuando se halló en tierra firme, galopó velozmente para raptarla. Al ver a su esposa en peligro, Heracles disparó una flecha contra Neso que impactó en el corazón. Mientras el centauro agonizaba le dijo a Deyanira que tomara un poco de su sangre: Cuando sientas que empiezas a perder el cariño de Heracles, úsala sin dudarlo y recuperarás su amor al instante. 
Heracles regresó a Ecalia y raptó a Yole. Para celebrar la victoria, sacrificó doce bueyes en honor a Zeus. Heracles encargó a Deyanira una túnica, pues la que llevaba estaba muy estropeada. Deyanira, muerta de celos, vertió la sangre de Neso sobre su túnica, resultando ser un veneno mortal de devastadores efectos. Heracles se cubrió con la túnica y su piel se quemaba; se tiró al río, pero fue peor. Heracles murió sin remedio y al saberlo Deyanira, tomó un puñal y se lo hundió en el pecho. La muerte del héroe fue una gran pérdida para los humanos y acabó siendo inhumado con la piel del león de Nemea, su maza, su arco y sus flechas con el veneno de la hidra de Lerna. Zeus al saberlo, lo inmortalizó, catasterizándolo y convirtiéndolo en la constelación de Hércules, la veraniega agrupación de estrellas.

## Adaptaciones e inspiraciones modernas

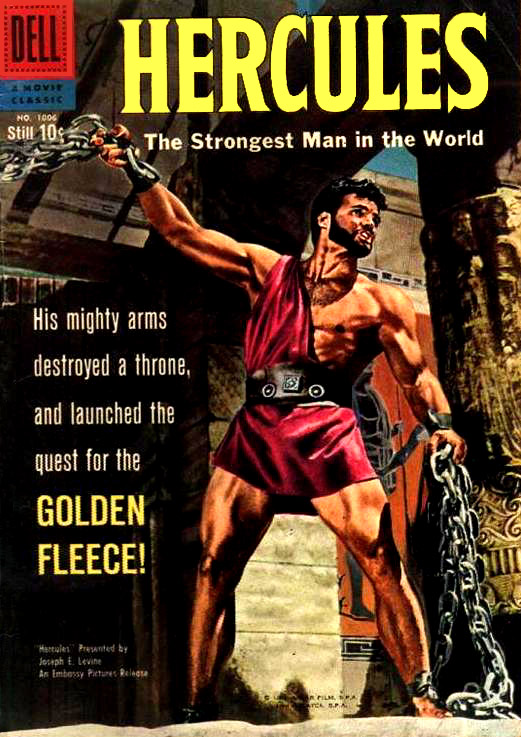
Portada de la adaptación al cómic de la película de 1958

La historia ha sido objeto de adaptaciones y paráfrasis literarias, fílmicas, pictóricas e historietísticas:
Cine
- 1958: Hércules (Le fatiche di Ercole), producción de Italia dirigida por Pietro Francisci (1906 - 1977), con Steve Reeves en el papel de Hércules y Sylva Koscina en el de la princesa Íole.

- 1959: Hércules encadenado o Hércules y la reina de Lidia (Ercole e la regina di Lidia), coproducción de Italia, Francia y España dirigida por Pietro Francisci, donde Steve Reeves y Sylva Koscina repiten sus papeles, y Sylvia López hace de la reina Ónfale.

- 1969: Regreso desde el Olimpo (Возвращение с Олимпа), cortometraje de dibujos animados de Soyuzmultfilm dirigido por Aleksandra Snezhko-Blotskaya (Александра Снежко-Блоцкая, 1909 - 1980).[1]

- 1969: Hércules en Nueva York, dirigida por Arthur Allan Seidelman y protagonizada por Arnold Schwarzenegger.

- 1976: Las doce pruebas de Astérix, de René Goscinny y Albert Uderzo.

- 1983: Hércules (Ercole), de Luigi Cozzi, con Lou Ferrigno en el papel principal.
- 1995ː Hércules, película de animación de Goodtimes Entertainment dirigida por Toshiyuki Hiruma y Takashi Masunaga.[2]

- 1997: Hércules (Hercules), película de animación de Disney dirigida por Ron Clements y John Musker.

- 2014: The Legend of Hercules, dirigida por Renny Harlin.

- 2014: Hércules, dirigida por Brett Ratner.

Televisión
- 1982: El nacimiento de Heracles (Рождене Геракла), cortometraje de animación de 1982, producido por Soyuztelefilm (Союзтелефильм; antes, Экран: Ekrán) y dirigido por Yulián Kalisher (Юлиан Калишер, 1935 - 2007), que trata sobre las hazañas de Heracles.[3]

- 1995: Hercules: The Legendary Journeys, serie de televisión protagonizada por Kevin Sorbo.

Historieta
- 1972: Los doce trabajos de Hércules, de Miguel Calatayud.
- 2012: El Héroe, de David Rubín.

Literatura
- 1947: Los trabajos de Hércules (The Labours of Hercules), de Agatha Christie, colección de historias protagonizadas por el detective ficticio Hércules Poirot.

- 2021: Hércules 1417, de Pedro Víllora y Das Pastoras.
- 2024 Hèracles, fill de déu, d'Enric Peres Sunyer. Poema Narrativo de todas sus aventuras.

Música
- 1986: La banda francesa de heavy metal Sortilège en su último álbum de estudio llamado "Larmes de Héros", hace alusión al último trabajo de Hércules en su canción "Le Dernier Des Travaux D'Hercules", track número 3 de dicho álbum.
- 2017: Los compositores Pascu y Rodri de Destripando la Historia hicieron una canción narrando la historia de Hércules.